# Васильєвська сільська рада (Курманаєвський район)
Васи́льєвська сільська рада (рос. Васильевский сельский совет) — сільське поселення у складі Курманаєвського району Оренбурзької області Росії.
Адміністративний центр — село Васильєвка.

## Населення
Населення — 510 осіб (2019; 675 в 2010, 945 у 2002).

## Склад
До складу сільської ради входять:
| Населений пункт  | Населення, осіб (2002) | Населення, осіб (2010) |
| ---------------- | ---------------------- | ---------------------- |
| Васильєвка, село | 720                    | 508                    |
| Єгор'євка, село  | 225                    | 167                    |